# Platysoma apicipunctum
Platysoma apicipunctum är en skalbaggsart som beskrevs av Lea 1925. Platysoma apicipunctum ingår i släktet Platysoma och familjen stumpbaggar. Inga underarter finns listade i Catalogue of Life.